# Germaria barbara
Germaria barbara är en tvåvingeart som beskrevs av Louis-Paul Mesnil 1963. Germaria barbara ingår i släktet Germaria och familjen parasitflugor. Inga underarter finns listade i Catalogue of Life.